# Route européenne 5
Pour les articles homonymes, voir E5 et Route 5.
Ne doit pas être confondu avec la route européenne 005, située en Ouzbékistan.
La route européenne 5 est une route reliant Greenock à Algésiras en passant par Paris et Madrid.

## Tracé

### Royaume-Uni
Au Royaume-Uni, la route européenne 5 relie Greenock à Portsmouth. La route se confond avec les autoroutes suivantes :
| (Auto)route | Tracé                                       | Villes traversées                             | Routes européennes croisées |
| ----------- | ------------------------------------------- | --------------------------------------------- | --------------------------- |
|             | Entre Greenock et Glasgow                   | Port Glasgow, Paisley                         | entre Paisley et Glasgow    |
|             | Entre Glasgow et Gretna Green               |                                               |                             |
|             | Entre Gretna Green et Birmingham            | Carlisle, Preston, Warrington, Stoke-on-Trent | à Carlisle à Warrington     |
|             | Entre Birmingham et Earlswood               | Birmingham-sud                                | à Birmingham                |
|             | Entre Earlswood et Bicester                 | Warwick                                       |                             |
|             | Entre Bicester et Winchester                | Oxford, Newbury                               | près de Newbury             |
|             | Entre Winchester et Southampton             |                                               |                             |
|             | Entre Southampton et l'entrée de Portsmouth |                                               |                             |
|             | Port de Portsmouth                          |                                               |                             |

### France
En France, la route européenne 5 relie Le Havre à Hendaye. La route se confond avec les autoroutes suivantes :
| (Auto)route           | Tracé                                                   | Villes traversées                                              | route européennes croisées                                                                                         |
| --------------------- | ------------------------------------------------------- | -------------------------------------------------------------- | --- |
| A 131                 | Entre Le Havre et le Pont de Tancarville                | Le Havre                                                       | au Havre |
| A 13                  | Entre le Pont de Tancarville et Paris (porte d'Auteuil) | Rouen                                                          | entre le pont de Tancarville et Rouen                                                                              |
| Périphérique de Paris | Entre porte d'Auteuil et porte d'Orléans                | Paris                                                          | |
| A 6a                  | Entre Paris (Porte d'Orléans) et Wissous                | Paris-sud                                                      | Tronc commun |
| A 10                  | Entre Wissous et Lormont                                | Orléans, Blois, Tours, Châtellerault, Poitiers, Niort, Saintes | jusqu'à Sainte-Mesme entre Orléans et Tours à Orléans à Tours à Poitiers à Niort à Saintes à Saint-André-de-Cubzac |
| A 630                 | Autour de Bordeaux                                      | Bordeaux                                                       | (rocade est) |
| A 63                  | Entre Pessac et Hendaye                                 | Bayonne, Biarritz, Saint-Jean-de-Luz                           | Tronc commun entre Bayonne et Hendaye                                                                              |

### Espagne
En Espagne, la route européenne 5 relie Irun à Algésiras. La route se confond avec :
| (Auto)route | Tracé                                          | Villes traversées    | Routes européennes croisées     |
| ----------- | ---------------------------------------------- | -------------------- | ------------------------------- |
|             | Irun - Eibar                                   | Saint-Sébastien      | Tronc commun                    |
|             | Eibar - Burgos                                 | Vitoria-Gasteiz      | Tronc commun à Ribabellosa      |
|             | Burgos - Madrid                                |                      |                                 |
|             | Autour de Madrid                               | Madrid               | E90 · E901                      |
|             | Madrid - Dos Hermanas                          | Cordoue, Séville     | à Manzanares à Bailén à Séville |
|             | Dos Hermanas - Puerto Real                     | Jerez de la Frontera |                                 |
|             | Puerto Real - Chiclana de la Frontera          | Cadiz                |                                 |
|             | Chiclana de la Frontera - Vejer de la Frontera |                      |                                 |
| N-340       | Vejer de la Frontera - entrée d'Algésiras      | Tarifa               |                                 |
|             | Algésiras                                      |                      | E15                             |
| N-357       | Port d'Algésiras                               |                      | Tronc commun                    |